# Topfwagen

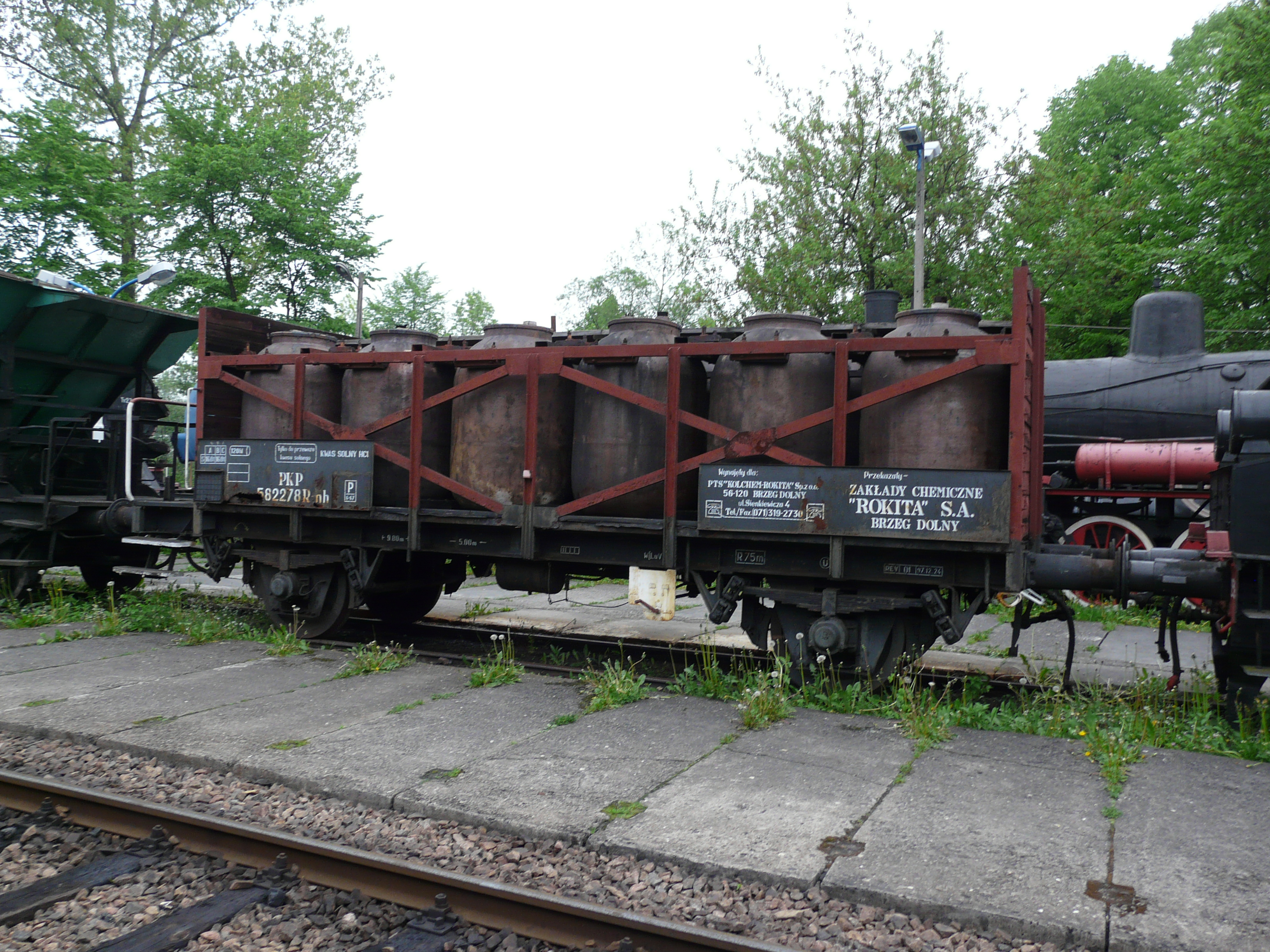
Ein Topfwagen im polnischen Eisenbahnmuseum Chabówka bei Rabka-Zdrój.

Ein Topfwagen oder Säuretopfwagen ist ein meist zweiachsiger Eisenbahn-Güterwagen zum Transport von Säuren und Laugen. Er diente dem Transport von Säuren wie beispielsweise Schwefelsäure, Oleum, Salzsäure, Salpetersäure, Flusssäure und Phosphorsäure.

## Aufbau

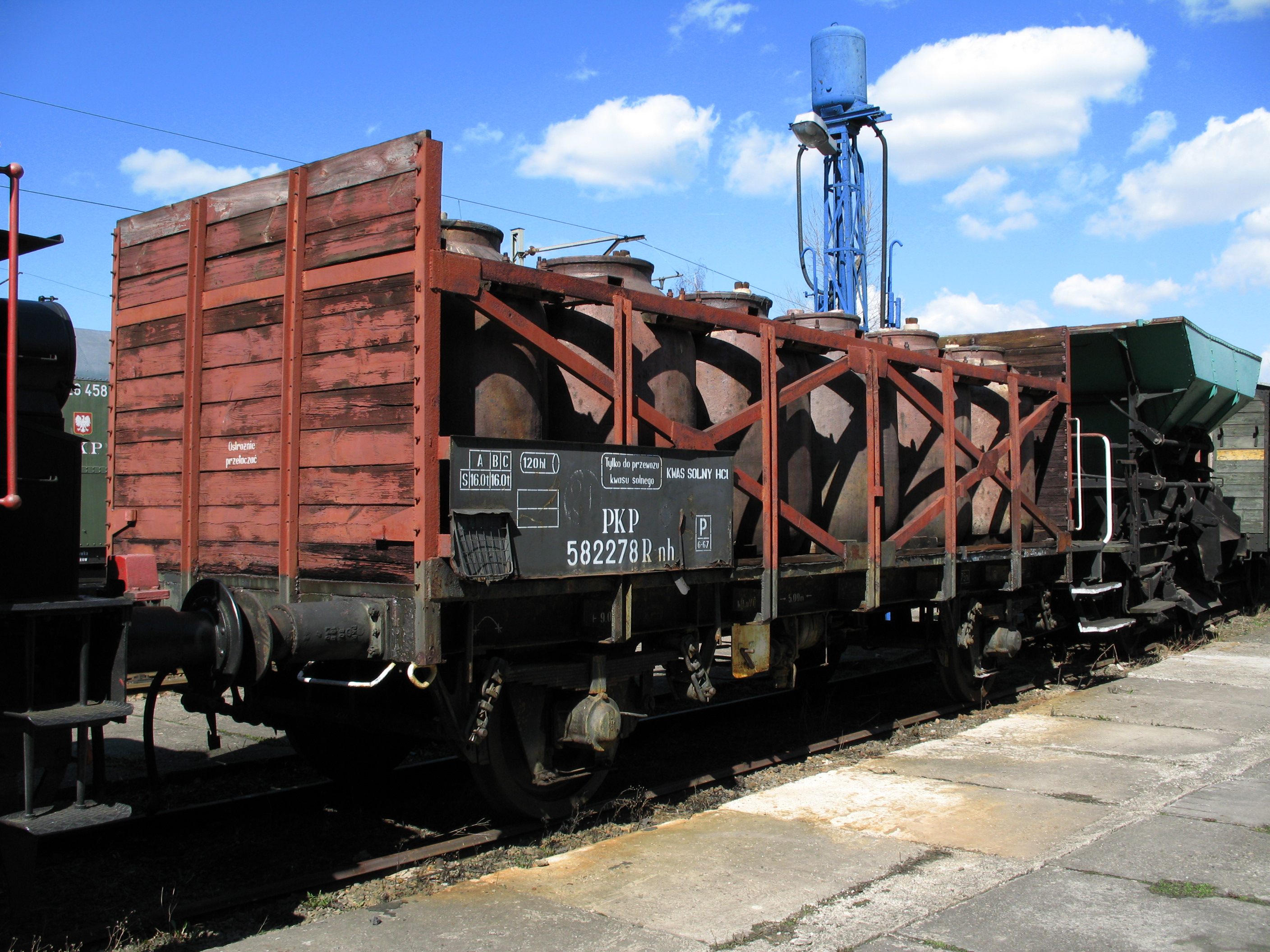
Topfwagen polnischer Bauart

Da Säuren oder Laugen Metalle angreifen können, konnten diese früher nicht in Kesselwagen befördert werden, da noch keine entsprechend beständigen Speziallegierungen für die Behälter zur Verfügung standen. Stattdessen wurden spezielle Wagen mit Steinzeugtöpfen zum Transport entwickelt. Diese Wagen wurden in genieteter und später auch in geschweißter Bauart hergestellt und sind in Deutschland schon 1894 (bei der K.Bay.Sts.B.) oder früher bei anderen Länderbahnen zu finden. Sie wurden als „Vorsichtswagen“ eingestuft, da die Steinguttöpfe sehr empfindlich auf Rangierstöße reagierten und die Wagen deshalb nur mit einer besetzten Handbremse ablaufen durften. Aus diesem Grund erhielten sie generell eine Bremserbühne mit einer vom Wagen bedienbaren Handbremse. Im oberen Bereich des Wagenaufbaus waren diese Töpfe auf dem Wagen durch eine Holz- oder Stahlkonstruktion befestigt. Jeder Topf hatte zwei Anschlüsse, wobei über einen der Anschlüsse Druckluft gepumpt wurde und an dem anderen Anschluss die Flüssigkeit entweichen konnte. Ein Topf hatte ein Fassungsvermögen von 800 bis 1200 Litern. Es konnten 8 bis 14 Töpfe in einem Wagen transportiert werden.
Für die Konstruktion der „Säuretopfwagen“ galten besondere Abnahmevorschriften:
- Der Boden des Waggons musste aus Holzbrettern mit Nut und Feder bestehen und mit Asphalt gestrichen werden
- Der Wagenboden musste zu den Längsseiten hin geneigt sein, um ausgelaufener Säure das Abfließen zu ermöglichen
- Die Abflüsse mussten aus Bleirohren bestehen, die lang genug waren, um eine Beschädigung von Fahrzeugteilen (etwa der Bremseinrichtungen) durch Säure auszuschließen
- Die Töpfe wurden unten durch geteerte Holzstücke so gehalten, dass sie sich nicht verschieben konnten
- Die Fugen zwischen den Töpfen und dem Gestell wurden durch verstellbare Holzklötze so ausgeglichen, dass sich die Töpfe keinesfalls bewegen konnten
- Die Stirnwände mussten höher als die Steinguttöpfe sein, damit das Ladegut nicht überschwappen konnte.

Der Nachteil von Säuretopfwagen liegt in der Zerbrechlichkeit der Behälter. Daher versuchte man früh, sie doch durch Metallbehälter zu ersetzen. Neben Auskleidungen mit Gummi, der vielen Säuren widersteht, wurde bald mit Werkstoffen experimentiert, die zwar von Säure angegriffen werden, dabei aber eine Oxidschicht ausbilden, die ihrerseits der Säure widersteht. Durch die Entwicklung des Aluminiums und schließlich von Edelstahl zwischen den beiden Weltkriegen wurden Säuretopfwagen mit Keramiktöpfen überflüssig. Sie blieben aber noch bis in die 1980er im Einsatz, da die neuen Werkstoffe zu teuer beziehungsweise nicht ausreichend erhältlich waren. Die letzten Topfwagen wurden bei der Deutschen Bundesbahn bis in die 1970er Jahre eingesetzt, bei der Deutschen Reichsbahn bis 1989/90.

## Zuordnung

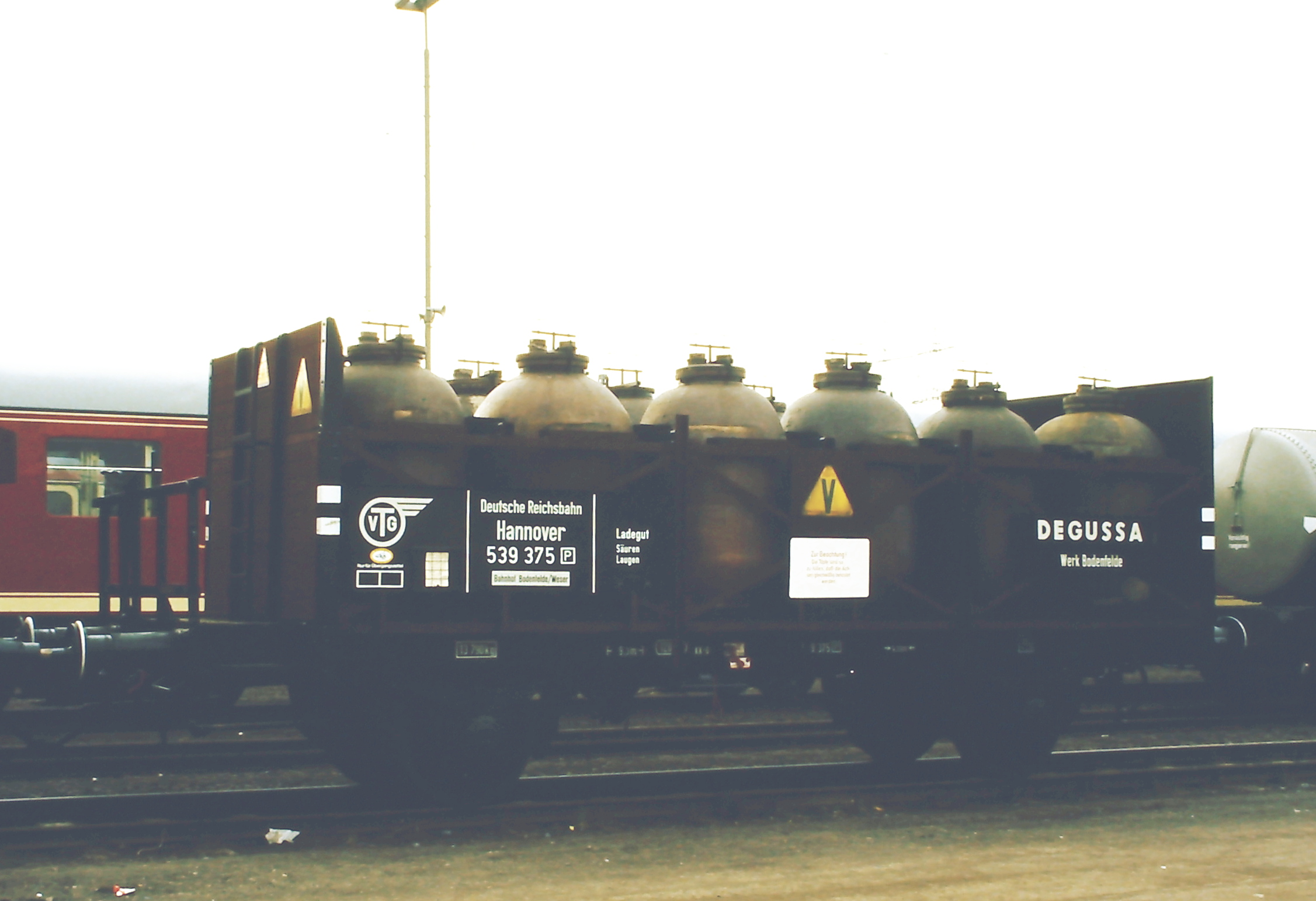
In den Park der DR eingestellter Privatwagen 539 375P der DEGUSSA als Museumswagen (1985)

Topfwagen gehörten trotz der besonderen Bauform zur Gruppe der Kesselwagen und waren bei allen europäischen Bahngesellschaften im Einsatz. Bei der Deutschen Reichsbahn wurden sie als „Privatwagen“ eingestellt und gehörten privaten Unternehmen. Sie waren der Reichsbahndirektion zugeordnet, in deren Bezirk sich der Heimatbahnhof des Wagens befand. Privatwagen erhielten kein Gattungszeichen, sondern nur eine Wagennummer, den Namen eines Gattungsbezirks und den eingerahmten Großbuchstaben P. Die Deutsche Bundesbahn stellte Topfwagen ebenfalls als Privatwagen ein, diese erhielten auch kein Gattungszeichen, ihre Wagennummer begann immer mit einer "5" und es folgte der eingerahmte Großbuchstabe P. In der DDR waren sie noch bis 1990 bei der Deutschen Reichsbahn in Betrieb und trugen als Behälterwagen für flüssige Ladegüter seit 1986 das wiedereingeführte Gattungszeichen Z (vorher Uh) sowie die Gattungsnummer 53.

## Topfwagen bei der Deutschen Reichsbahn
Die 1928 für das Elektrochemische Werk München gebauten Topfwagen wurden von der Deutschen Reichsbahn in der Reichsbahndirektion München als Privatwagen eingestellt. Sie wurden in genieteter Bauart hergestellt und hatten eine Länge über Puffer von 9500 mm, ihr Achsstand betrug 4500 mm und die Lademasse lag bei 15 Tonnen. Sie konnten zwölf Steinzeuggefäße aufnehmen und wurden nur mit Bremserhaus gebaut.